# Georg Hax
Heinrich Bernhard Friedrich Alexander Georg Hax (Berlino, 27 dicembre 1870 – 1º agosto 1952) è stato un pallanuotista e ginnasta tedesco.

## Biografia
Georg Hax è stato il dirigente della Deutscher Schwimm-Verband (DSV) tra il 1894 e il 1903 ed è stato il suo presidente dal 1930 al 1936. Nel 1933 ha emanato il cosiddetto Paragrafo Ariano, che escludeva tutti gli ebrei dalla Schwimm-Deutscher Verband. Suo figlio, Heinz Hax, ha partecipato a tre Olimpiadi (1928, 1932, 1936), gareggiando nel pentathlon moderno e tiro.

## Carriera
Partecipò al torneo di pallanuoto della II Olimpiade di Parigi nel 1900 con il Berliner Swimming Club, perdendo ai quarti di finale per 3-2 contro i Pupilles de Neptune de Lille; ai Giochi olimpici intermedi disputati ad Atene nel 1906 partecipò come ginnasta nella rappresentativa tedesca, che arrivò quinta.